# 兹沃尼米尔·武基奇
兹沃尼米尔·武基奇（羅馬化：Zvonimir Vukić，1979年7月19日—），塞尔维亚男子足球运动员，场上位置是中场。他曾代表塞尔维亚和黑山参加2006年国际足联世界杯，结果队伍止步小组赛阶段。